# Takashi Mizuno (astronome)
Pour les articles homonymes, voir Takashi Mizuno.
Takashi Mizuno (né en 1955) est un astronome amateur japonais, architecte de profession.
Le Centre des planètes mineures le crédite de la découverte de l'astéroïde (17651) Tajimi effectuée le 3 novembre 1996 en collaboration avec Toshimasa Furuta.
L'astéroïde (6392) Takashimizuno a été nommé en son honneur,,.